# Большая Бабка (село)
Больша́я Ба́бка либо Вели́кая Ба́бка (укр. Велика Бабка), — село, Большебабчанский сельский совет, Чугуевский район, Харьковская область.
Код КОАТУУ — 6325482001. До 17 июля 2020 года село являлось административным центром Великобабчанского (Большебабчанского) сельского совета, в который также входило село Песчаное.

## Географическое положение
Село находится на берегу реки Большая Бабка (в основном на её правом берегу);
выше по течению на расстоянии шести км расположено село Песчаное;
ниже по течению на расстоянии в 6 км расположено село Пятницкое (Печенежский район).
Расстояние до районного центра Чугуева и одноимённой железнодорожной станции составляет около 20 км.
В 4 км расположено село Тетлега. В 6 км находится Печенежское водохранилище.
К селу примыкают большие лесные массивы (дуб), в том числе урочища Печенежская дача, Хотомлянская дача и Чугуево-Бабчанская дача.

## История
В окрестностях села обнаружены поселение и могильник бронзового века, поселение салтовской культуры (VIII—X вв.) Найдены восточные монеты VI и VIII веков.
- Современное село основано в 1647 году[10][11].
- С 1817 по 1857 год Большая Бабка была военным поселением и входила в округ военных поселений Чугуевский. В это время в селе действовали селитряный и кирпичный заводы.
- Во время Первой русской революции 1905—1907 годов в Большой Бабке происходили крестьянские волнения, сопровождавшиеся переделом земли, вскоре подавленные[12].
- В 1918 году в селе была установлена советская власть[10], в 1929 году организован первый колхоз.
- Перед Великой Отечественной войной в Большой Бабке были 581 двор, православная церковь, три ветряные мельницы и сельсовет. На хуторе Гремячем было 40 дворов[1].
- 13 мая 1942 года наступающая со Старосалтовского плацдарма на Харьков 38-я армия РККА атаковала село силами 81-й стрелковой дивизии[13]. В селе и у села в этот день 22-й танковый корпус РККА имел встречный бой с немецкими танками, продолжавшийся два часа. В результате боя 13-я и 133-я танковые бригады корпуса потеряли все свои 57 танков: 12 танков Т-34; остальные Т-26, БТ, «Валентайны» и «Матильды»; 36-я танковая бригада потеряла 37 танков, уцелевшие отступили в Непокрытое[13]. Большую Бабку удержать не удалось.
- После войны к Большой Бабке были присоединены артель Селянин и хутор Гремячий, расположенные на противоположном, левом берегу реки Тетлега.
- До 1963 года село Большая Бабка относилось к Старосалтовскому району (Ст.-Салтовскому району) Харьковской области. После проведения реформы административно-территориального деления СССР в 1962—1963 Старосалтовский район был ликвидирован и на основании Указа Президиума Верховного Совета Украинской ССР «Про внесение изменений в административное районирование Украинской ССР», и село вошло в состав Чугуевского района[14].
- В 1970-х годах в Великой Бабке располагались центральная усадьба животноводческого колхоза имени В.И. Ленина и кирпичный завод[10].
- В 1992—1993 годах село официально называлось Большая Бабка[2].
- В 1993 году в селе работали колхоз имени Ленина, амбулатория, отделение связи, детский сад, школа, библиотека, райПО, электроподстанция, сельсовет.[2]

## Население
- На 1965 год[нет в источнике] население составляло 1520 человек[12].
- На 1976 год население составляло 1320 человек[15].
- По переписи 2001 года население составило 700 человек (314 мужчин, 386 женщин).

## Экономика
- Молочно-товарная и свино-товарная фермы существовали в селе при СССР.
- ООО «Агрофирма Заря».
- Хотомлянское лесничество.
- Садовое товарищество «Земляника».

## Объекты социальной сферы
- Школа.

## Достопримечательности
- Братская могила советских воинов. Похоронены 423 павших воина.
- Памятник воинам-односельчанам, 1941—1945 гг.

## Религия
- Православная церковь Покрова Пресвятой Богородицы.